# Black Knights at the Court of Ferdinand IV
Black Knights at the Court of Ferdinand IV is een muziekalbum van Rick Wakeman en Mario Fasciano. Het album is gedurende 1989 opgenomen in Napels en afgemixt in Rome. De titel en het achterblad van de compact disc zijn het enige dat Engelstalig is. De liederen worden gezongen in het Napolitaans vanwege de hoofdfiguur van Ferdinand IV van Napels. Ze zijn dus door de meerderheid van de fans van Wakeman niet te volgen. Dat geldt ook voor de Italiaanse fans, die ook niets van de tekst konden maken.
En: Het is Wakemans eerste uitgave op zijn eigen platenlabel Ambient Records, gevestigd op het Isle of Man, Bajonor House (zijn woning toen met Nina Carter). 

## Musici
- Rick Wakeman – toetsinstrumenten
- Mario Fasciano – drums, percussie, zang
- David Sumner – gitaar

## Tracklist
Allen van G. Castiglia, Fasciano en Wakeman

| Nr. | Titel           | Duur |
| --- | --------------- | ---- |
| 1.  | E Vuje'         |      |
| 2.  | Favola          |      |
| 3.  | Umberto II      |      |
| 4.  | Umbe'           |      |
| 5.  | Tommaso Aniello |      |
| 6.  | Fradiavolo      |      |
| 7.  | Farfarie        |      |
| 8.  | 'O Bilancio     |      |